# 469
469（四百六十九、よんひゃくろくじゅうきゅう）は自然数、また整数において、468の次で470の前の数である。

## 性質
- 469は合成数であり、約数は 1, 7, 67, 469 である。
  - 約数の和は544。
- 144番目の半素数である。1つ前は466、次は471。
- 14番目の七角数である。1つ前は403、次は540。
- 各位の和が19になる7番目の数である。1つ前は397、次は478。
- 各位の平方和が133になる最小の数である。次は496。(オンライン整数列大辞典の数列 A003132)
  - 各位の平方和が n になる最小の数である。1つ前の132は288、次の134は279。(オンライン整数列大辞典の数列 A055016)
- 469 = 133 − 123
  - n = 13 のときの n3 − (n − 1)3 の値とみたとき1つ前は397、次は547。(オンライン整数列大辞典の数列 A003215)
  - 469 = 132 + 13 × 12 + 122
    - 1辺13の立方体を1辺1の立方体2197個を使って作ったとき、同時に見ることができる1辺1の立方体は最大469個である。
- 469 = 12 + 122 + 182 = 62 + 122 + 172 = 82 + 92 + 182 = 102 + 122 + 152
  - 3つの平方数の和4通りで表せる46番目の数である。1つ前は467、次は473。(オンライン整数列大辞典の数列 A025324)
  - 異なる3つの平方数の和4通りで表せる31番目の数である。1つ前は465、次は477。(オンライン整数列大辞典の数列 A025342)
- 469 = 13 + 53 + 73
  - 3つの正の数の立方数の和1通りで表せる61番目の数である。1つ前は466、次は471。(オンライン整数列大辞典の数列 A025395)
  - 異なる3つの正の数の立方数の和1通りで表せる27番目の数である。1つ前は434、次は476。(オンライン整数列大辞典の数列 A025399)
  - n = 3 のときの 1n + 5n + 7n の値とみたとき1つ前は75、次は3027。(オンライン整数列大辞典の数列 A074517)
- 469 = 43 + 43 + 53 + 63
  - 4つの正の数の立方数の和で表せる114番目の数である。1つ前は467、次は470。(オンライン整数列大辞典の数列 A003327)
- n = 469 のときの n! − 1 で表せる 469! − 1 は15番目の階乗素数である。1つ前は379、次は546。(オンライン整数列大辞典の数列 A002982)
- 46…69 の形の数はすべて7の倍数である。(例．469 = 67 × 7)

## その他 469 に関連すること
- バーコード規格、EANの国コード469は、ロシア。
- UAZ-469は、ロシアのUAZの軍用車。
- ド・ヘイヴン(USS De Haven, DD-469)は、アメリカ海軍の駆逐艦。
- LST-469 (USS LST-469) は、アメリカ海軍の戦車揚陸艦。